# Cinghiniia
Cinghiniia – wieś w Rumunii, w okręgu Botoszany, w gminie Ripiceni. W 2011 roku pozostawała niezamieszkana.